# Sherif Merdani
Sherif Merdani, född den 5 maj 1940 i Korça i Albanien, död 29 augusti 2021, var en albansk sångare, musiker och diplomat. Han är mest känd för sin seger i Festivali i Këngës 1970 med låten "Kënga e nënës" (svenska: låten till mödrarna). Han har tilldelats titeln Ndëri i qytëtit të Korçës (svenska: stadens ära) i sin hemstad.
Merdani studerade i sin hemstad Korça och deltog 1973 framgångsrikt i Festivali i Këngës 11 med bland annat låten "Rruga e Dibrës" (svenska: vägen till Dibra). Efter tävlingen arresterades han, likt många andra deltagare och arrangörer av tävlingen, av diktatorn Enver Hoxha. Han dömdes inledningsvis till 2 år i fängelse men det blev till slut totalt 16 år i albanska fängelset. Efter att ha släppts ur fängelset arbetade han på 1990-talet som diplomat i Italiens huvudstad Rom. 1995 slutade han på tredje plats i Festivali i Këngës 34 med låten "Simfonia e nënës" (svenska: mödrarnas symfoni).